# Edyta Herbuś
Edyta Herbuś [ɛdɨta xɛrbuɕ], (nacida el 26 de febrero de 1981 en Kielce, Polonia) es una bailarina, modelo y actriz polaca. Edyta fue la ganadora del Festival de Eurovisión de Baile 2008 con Marcin Mroczek representando a Polonia.
Edyta asistió a la Escuela de Danza Step-by-Step en Kielce. Tomó parte en la segunda y la cuarta edición polaca de Dancing with the Stars. En la segunda edición, bailó con James Wesolowski, en la cuarta con Marcin Mroczek. En 2007, participó en Jak oni śpiewają?
Edyta Ganó el Festival de Eurovisión de Baile 2008 con Marcin Mroczek, representando a Polonia donde bailaron una rumba y un cha-cha-chá de Michael Jackson